# 흥기운수
흥기운수(興畿運輸)는 서울특별시 금천구의 옛 시내버스 회사였고, 본사는 서울특별시 금천구 가산동 29-6번지에 위치해 있었다. 옛 흥기운수 본사 및 차고지는 현재 한남운수 가산동영업소 및 보영운수 면허등록지이다.

## 주요 연혁
- 1971년 1월 : 영등포합승자동차(이후 영일교통, 현 보성운수) 문래동영업소, 오류동영업소 등을 분리독립하여, 당시 영등포합승자동차 문래동영업소가 위치해 있던 영등포구 문래동에 본사를 두고 삼광운수(三光運輸)라는 상호로 회사를 설립하였다.
- 1973년 1월 : 본사 및 차고지를 영등포구 문래동에서 구로구 신도림동으로 이전하였다. 동시에 오류동영업소를 보성운수에 매각하였다.
- 1980년 : 남도운수에서 흥기운수로 사명이 변경되었다.
- 1987년 : 본사 및 차고지를 구로구 신도림동에서 금천구 가산동 29-6번지로 이전하였다.
- 2001년 2월 : 부도로 폐업

## 과거 운행노선
- 31번 : 가산동 ↔ 영등포
- 112번 : 가산동 ↔ 미도파
- 419번 : 가산동 ↔ 구로공단역